# C2Cl4O
化学式C2Cl4O（摩尔质量：181.83 g/mol）有多个同分异构体：
- 三氯乙醯氯，CAS号：76-02-8
- 四氯环氧乙烷，CAS号：16650-10-5

|  | 这个同类索引页列出了具有相同分子式的化学物（即同分異構體）条目。 除非您是有意链接至本页，否则应将相应条目的内部链接指向正确的条目。 |